# Theodor Scherer
Theodor Scherer (ur. 17 września 1889 w Bawarii, zm. w maju 1951 w Ludwigsburgu) – niemiecki oficer Wehrmachtu w randze generalleutnanta. Służył w czasie I i II wojny światowej. Za swoją służbę został odznaczony Krzyżem Rycerskim Krzyża Żelaznego z Liśćmi Dębu.